# Aprostocetus azoricus
Aprostocetus azoricus is een vliesvleugelig insect uit de familie Eulophidae. De wetenschappelijke naam is voor het eerst geldig gepubliceerd in 1987 door Graham.
1. ↑  (en) Aprostocetus azoricus op de IUCN Red List of Threatened Species.